# Majorana 1
Majorana 1 är en hårdvaruenhet utvecklad av Microsoft, med potentiella tillämpningar inom kvantberäkning. Det är den första enheten som producerats av Microsoft avsedd för användning inom kvantberäkning. Det är en hybridanordning av indiumarsenid och aluminium som medger supraledning vid låga temperaturer. Microsoft hävdar att de visar vissa signaler om att gränsvärden för Majorana nolllägen finns. Enheten rymmer åtta kvantbitar. Majorana-nolllägen, om de bekräftas, skulle kunna ha potentiell tillämpning för att skapa topologiska kvantbitar och så småningom storskaliga topologiska kvantdatorer.
I sitt tillkännagivande i februari 2025 hävdade Microsoft att Majorana 1 representerar framsteg i deras långvariga projekt att skapa en kvantdator baserad på topologiska kvantbitar. Tillkännagivandet har skapat både uppståndelse och skepticism inom forskarsamhället, i avsaknad av definitiva offentliga bevis för att Majorana 1-enheten uppvisar Majorana nolllägen.

## Bakgrund
Forskning inom kvantberäkning har historiskt sett mött utmaningar när det gäller att uppnå stabilitet och skalbarhet hos qubits. Traditionella qubits, såsom de som är baserade på supraledande kretsar eller infångade joner, är mycket känsliga för brus och dekoherens, vilket kan orsaka fel i beräkningar. För att övervinna dessa begränsningar har forskare utforskat olika metoder för att bygga mer robusta och feltoleranta kvantdatorer. Topologiska qubits, som först teoretiserades 1997 av Alexei Kitaev och Michael Freedman, erbjuder en lovande lösning genom att koda kvantinformation på ett sätt som i sig är skyddat från miljöstörningar. Detta skydd härrör från systemets topologiska egenskaper, vilka är motståndskraftiga mot lokala störningar. Microsofts tillvägagångssätt, baserat på Majorana-fermioner i halvledar-supraledarheterostrukturer, är en av flera ansträngningar för att förverkliga topologisk kvantberäkning.

## Kontrovers
Microsofts kvanthårdvara har varit föremål för kontroverser sedan den uppmärksammade artikeln i Nature 2018, som drogs tillbaka, och tillkännagivandet av Majorana 1 har skapat både entusiasm och skepticism inom forskarsamhället. Ett arbete relaterat till Microsofts kvantchip från Nature Communications från 2017 har ifrågasatts på grund av påstådd hemlig databehandling.

### Påståenden om att skapa en kvantprocessorenhet
I tillkännagivandet av Majorana 1 beskrevs hårdvaruenheten som "världens första kvantprocessor (QPU) som drivs av en topologisk kärna". De hårdvarudemonstrationer som för närvarande finns tillgängliga visar endast en metod för avläsning, och demonstrerar inte någon kvantbearbetning i nollläge. Dessutom testar inte den offentligt tillgängliga demonstrationen koherensen i deras tvånivåkvantsystem. Detta står i kontrast till andra QPU:er, som vanligtvis demonstrerar både koherent kvantinformation och koherenta logiska operationer på den kvantinformationen.

### Påståenden om att skapa ett Majorana-nollläge
I sitt pressmeddelande från februari 2025 hävdade Microsoft att "Nature- artikeln markerar en vetenskapligt granskad bekräftelse på att Microsoft har ... kunnat skapa Majoranapartiklar". Detta står i kontrast till innehållet i Nature-artikeln, där författarna konstaterar att mätningarna "inte i sig själva avgör om de lågenergitillstånd som detekteras med interferometri är topologiska".
Orsaken till osäkerheten är svårigheten att skilja mellan Majorana-lägen och Andreev-lägen. Båda typerna av lägen kan existera i de typer av enheter som Microsoft konstruerar. Majorana-lägena är topologiska och skulle potentiellt kunna användas för att skapa en topologisk kvantdator, men Andreev-lägena är topologiskt triviala och är inte direkt användbara för att skapa en kvantdator. De nuvarande resultaten från Majorana 1 är helt förenliga med möjligheten att enheten består av Andreev-lägen och inte innehåller några Majorana-lägen.
Svårigheten att skilja mellan Majorana-lägen och andra topologiskt triviala möjligheter som Andreev-lägen var också källan till det uppmärksammade Nature- återtaget år 2018. I den här artikeln hävdade författarna, som var anslutna till Microsoft, att de hade avgörande bevis för Majoranas nolllägen, men data visade sig vara helt förenliga med Andreevs lägen.

### Påståenden om att skapa ett "nytt tillstånd av materia"
I sina pressmeddelanden från februari 2025 hävdade Microsoft att hårdvaruenheten Majorana 1 skapade "ett nytt materietillstånd som tidigare bara existerade i teorin". Detta står i kontrast till den långa historien av experiment baserade på halvledande nanotrådar i liknande regimer som den som Majorana 1-chippet uppvisar, vilket förmodligen borde vara i samma materietillstånd. Detta framhävs i den peer review-fil som publicerats för Microsofts Majorana 1-artikel, där en granskare beskriver artikeln med att säga att "det nya med detta manuskript ligger inte i att det ger starkare bevis för [Majorana Zero-lägen], utan i dess metodologiska tillvägagångssätt: det visar att rf-paritetsavläsning 'kan göras' inom [en] komplicerad loopgeometri". Trots en splittring bland de fyra granskarna, där två uttryckte reservationer och två gav villkorligt stöd, publicerade Nature artikeln och baserade sitt beslut på den innovativa enhetsarkitekturen snarare än på definitiva bevis för Majorana-lägen.

## Topoledare
Microsoft introducerade termen topokonduktor för att beskriva materialet som Majorana 1 bygger på. I sitt pressmeddelande från februari 2025 definierade Microsoft topoledare som en "klass av material [som] möjliggör... topologisk supraledning ". Enligt Microsoft är dessa material allmänt teoretiserade för att möjliggöra skapandet och manipulationen av Majorana-nolllägen, vilka sedan skulle kunna tjäna som grund för topologiska qubits. Topologiska supraledare kännetecknas av sin unika elektroniska bandstruktur, vilket ger upphov till topologiskt skyddade yttillstånd. Dessa yttillstånd är robusta mot oordning och ofullkomligheter, vilket gör dem idealiska för att vara värd för Majorana nolllägen. Microsofts topoledare är tillverkad av indiumarsenid och aluminium.
Interna whitepapers från Microsoft beskriver en topokonduktorbaserad arkitektur som underlättar flätningsprocesser – viktiga operationer för felsäker qubit-logik. Flätning innebär att positionerna för Majorana-nolllägena utbyts på ett kontrollerat sätt, vilket kan användas för att utföra kvantberäkningar. Denna process är i sig feltolerant eftersom det topologiska skyddet av Majorana-lägena gör dem resistenta mot lokala störningar.